# François Smesny
François Smesny (* 24. September 1968 in Cannes) ist ein deutsch-französischer Schauspieler.

## Leben
François Smesny absolvierte nach seinem Abitur an der Lornsenschule in Schleswig seine Ausbildung an der Neuen Münchner Schauspielschule bei Ali Wunsch-König. Nach mehreren Jahren am Theater (Dortmund und Detmold), spielte er von 1998 bis 2001 in der Vorabendserie Marienhof. Es folgte ein Engagement für die Krankenhausserie Alphateam (bis 2004), außerdem steht Smesny im Reutlinger Theater „Die Tonne“ auf der Bühne.
François Smesny ist unter anderem auch als Übersetzer für französische Theaterliteratur tätig. Im Rowohlt Theaterverlag erschienen z. B. 2003 Picknick im Felde und Guernica von Fernando Arrabal, sowie vom gleichen Autoren Liebesbrief bei der edition smidt. Im Verlag der Autoren erschien seine Übersetzung des Stückes Trunkener Prozess von Bernard Marie Koltès sowie Hamlet (2007).
François Smesny gründete 2005 das Hörbuchlabel O-Ton-Produktion, die erste veröffentlichte CD war Nach Süden – Fanny Hensel geb. Mendelssohn.
Weitere Produktionen (Auszug):
- „Fanny Hensel – Nach Süden“ Eine Biographie. Der Briefwechsel mit ihrem Bruder Felix Mendelssohn Bartholdy und 11 Lieder
- „Der Regimentsmedicus Friedrich Schiller“
- „Gute Besserung“ Anthologie mit Texten von Cervantes, Kurt Tucholsky, Daniil Charms u. v. m.
- „Weinlesen“ Anthologie mit Texten von Hermann Hesse, Kurt Tucholsky, Chandra Kurt, Stefan Filipiak, u. v. m.
- „Hotel Hotel“ Anthologie mit Texten von Joseph Roth, Kurt Tucholsky, Alfred Polgar u. v. m.
- „Der Karneval der Tiere + Die Küchenrevue“ Camille Saint-Saëns und Bohuslav Martinů, Autor und Sprecher Boris Aljinovic
- „Schokolade für die Ohren“ Anthologie mit Texten von Ephraim Kishon, Brillat-Savarin, Keith Lowe, Philibert Schogt u. v. m.
- „Kaffee-Eine coffeinhaltige Literaturmischung“ Anthologie mit Texten von Joseph Roth, Brillat-Savarin, Ralf Kramp, Honoré de Balzac u. v. m.

## Filmografie
- 1998–2001 Marienhof
- 2002–2005: Alphateam – Die Lebensretter im OP (Fernsehserie, 74 Folgen)
- 2018: Zimmer mit Stall – Ab in die Berge
- 2019: Zimmer mit Stall – Tierische gute Ferien
- 2021: Zimmer mit Stall – Schwiegermutter im Anflug
- 2022: Ein Sommer in der Bretagne
- 2023: Kreuzfahrt ins Glück – Hochzeitsreise nach Ligurien